# Liste der Höchstspannungsschaltanlagen in den Beneluxstaaten
Die folgende Liste enthält Schaltanlagen in den Höchstspannungsnetzen, also den 380-kV- und den 220-kV-Netzen in 
Belgien, den Niederlanden und Luxemburg.

## Niederlande
| Anlage                  | 380 kV | 220 kV | Koordinaten                 | Bemerkungen                                                                     |
| ----------------------- | ------ | ------ | --------------------------- | ------------------------------------------------------------------------------- |
| BritNed HVDC            | x      |        | 51° 57′ 25″ N, 4° 1′ 18″ O  | Interconnector, HVDC Verbindung nach Grain (GB)                                 |
| NorNed HVDC             | x      |        | 53° 26′ 4″ N, 6° 52′ 1″ O   | Interconnector, HVDC Verbindung nach Feda (NO)                                  |
| Beverwijk               | x      |        | 52° 28′ 26″ N, 4° 40′ 48″ O |                                                                                 |
| Bleiswijk               | x      |        | 52° 2′ 11″ N, 4° 31′ 48″ O  |                                                                                 |
| Borsele                 | x      |        | 51° 26′ 0″ N, 3° 43′ 45″ O  |                                                                                 |
| Boxmeer                 | x      |        | 51° 38′ 19″ N, 5° 54′ 46″ O |                                                                                 |
| Boxtel                  | x      |        | 51° 34′ 3″ N, 5° 20′ 5″ O   | In Planung                                                                      |
| Breukelen               | x      |        | 52° 9′ 40″ N, 4° 59′ 20″ O  |                                                                                 |
| Crayestein              | x      |        | 51° 48′ 50″ N, 4° 44′ 52″ O |                                                                                 |
| Diemen                  | x      |        | 52° 20′ 12″ N, 5° 0′ 52″ O  |                                                                                 |
| Dodewaard               | x      |        | 51° 55′ 37″ N, 5° 39′ 49″ O |                                                                                 |
| Doetinchem              | x      |        | 51° 58′ 55″ N, 6° 15′ 7″ O  | Interconnector, Verbindungen nach DE-Wesel                                      |
| Eemshaven               | x      | x      | 53° 25′ 29″ N, 6° 52′ 29″ O |                                                                                 |
| Oudeschip               | x      |        | 53° 26′ 7″ N, 6° 51′ 44″ O  |                                                                                 |
| Eindhoven               | x      |        | 51° 26′ 48″ N, 5° 31′ 58″ O |                                                                                 |
| Ens                     | x      | x      | 52° 37′ 1″ N, 5° 48′ 30″ O  |                                                                                 |
| Geertruidenberg         | x      |        | 51° 42′ 4″ N, 4° 49′ 59″ O  |                                                                                 |
| Hengelo                 | x      |        | 52° 14′ 56″ N, 6° 45′ 31″ O | Interconnector, Verbindungen nach DE-Gronau                                     |
| Krimpen ad IJssel       | x      |        | 51° 54′ 52″ N, 4° 37′ 52″ O |                                                                                 |
| Lelystad                | x      |        | 52° 34′ 35″ N, 5° 32′ 20″ O |                                                                                 |
| Maasbracht              | x      |        | 51° 8′ 55″ N, 5° 55′ 5″ O   | Interconnector, Verbindung nach DE-Siersdorf, DE-Rommerskirchen und BE-Van Eyck |
| Maasvlakte              | x      |        | 51° 57′ 19″ N, 4° 1′ 20″ O  |                                                                                 |
| Meeden                  | x      | x      | 53° 7′ 25″ N, 6° 57′ 0″ O   | Interconnector, Verbindungen nach DE-Diele                                      |
| Oostzaan                | x      |        | 52° 25′ 44″ N, 4° 52′ 35″ O |                                                                                 |
| Rilland                 | x      |        | 51° 25′ 33″ N, 4° 13′ 35″ O |                                                                                 |
| Simonshaven             | x      |        | 51° 50′ 22″ N, 4° 15′ 57″ O |                                                                                 |
| Tilburg                 | x      |        | 51° 36′ 29″ N, 5° 3′ 44″ O  | In Planung                                                                      |
| Vijfhuizen              | x      |        | 52° 22′ 31″ N, 4° 41′ 45″ O |                                                                                 |
| Wateringen              | x      |        | 52° 0′ 58″ N, 4° 18′ 25″ O  |                                                                                 |
| Westerlee               | x      |        | 51° 58′ 57″ N, 4° 13′ 26″ O |                                                                                 |
| Zwolle-Hessenweg        | x      |        | 52° 31′ 48″ N, 6° 11′ 24″ O |                                                                                 |
| Bergum                  |        | x      | 53° 12′ 44″ N, 6° 1′ 44″ O  |                                                                                 |
| Eemshaven Oost          |        | x      | 53° 25′ 48″ N, 6° 52′ 11″ O |                                                                                 |
| Louwsmeer (Tytjerk)     |        | x      | 53° 11′ 23″ N, 5° 52′ 33″ O |                                                                                 |
| Oudehaske               |        | x      | 52° 58′ 23″ N, 5° 52′ 14″ O |                                                                                 |
| Robbenplaat (Eemshaven) |        | x      | 53° 25′ 27″ N, 6° 52′ 23″ O |                                                                                 |
| Schildmeer              | x      | x      | 53° 17′ 43″ N, 6° 50′ 20″ O | Leitungsdreieck                                                                 |
| Vierverlaten            |        | x      | 53° 12′ 41″ N, 6° 28′ 32″ O | 380 kV-Erweiterung ist im Bau                                                   |
| Weiwerd                 |        | x      | 53° 18′ 11″ N, 6° 57′ 25″ O |                                                                                 |
| Zeyerveen               |        | x      | 53° 0′ 35″ N, 6° 31′ 26″ O  |                                                                                 |

## Belgien
| Anlage              | 380 kV | 220 kV | Koordinaten                 | Bemerkungen                                                        |
| ------------------- | ------ | ------ | --------------------------- | ------------------------------------------------------------------ |
| Aubange             | x      | x      | 49° 33′ 52″ N, 5° 47′ 51″ O | Interconnector, Verbindungen nach FR-Moulaine und LU-Belval        |
| Lixhe               | x      | x      | 50° 45′ 15″ N, 5° 40′ 4″ O  |                                                                    |
| Rimiere             | x      | x      | 50° 32′ 21″ N, 5° 28′ 12″ O |                                                                    |
| Gouy                | x      |        | 50° 28′ 56″ N, 4° 19′ 48″ O |                                                                    |
| Izegem              | x      |        | 50° 53′ 58″ N, 3° 13′ 38″ O |                                                                    |
| Avelgem             | x      |        | 50° 46′ 57″ N, 3° 28′ 0″ O  | Interconnector, Verbindungen nach FR-Avelin                        |
| Bruegel             | x      | x      | 50° 52′ 46″ N, 4° 13′ 57″ O |                                                                    |
| Doel                | x      |        | 51° 19′ 21″ N, 4° 15′ 9″ O  |                                                                    |
| Drogenbos           | x      |        | 50° 48′ 9″ N, 4° 18′ 9″ O   |                                                                    |
| Eeklo noord         |        | x      | 51° 12′ 26″ N, 3° 32′ 10″ O |                                                                    |
| Gramme              | x      |        | 50° 30′ 41″ N, 5° 17′ 1″ O  |                                                                    |
| Lint                | x      |        | 51° 7′ 0″ N, 4° 30′ 31″ O   |                                                                    |
| Massenhoven         | x      |        | 51° 11′ 47″ N, 4° 37′ 46″ O |                                                                    |
| Meerhout            |        | x      | 51° 6′ 23″ N, 5° 3′ 47″ O   |                                                                    |
| Mercator            | x      |        | 51° 9′ 14″ N, 4° 15′ 4″ O   |                                                                    |
| Northwind           |        | x      | 51° 36′ 29″ N, 2° 54′ 52″ O | Offshore                                                           |
| Rodenhuize          |        | x      | 51° 7′ 47″ N, 3° 46′ 36″ O  |                                                                    |
| Tergnee             | x      |        | 50° 26′ 7″ N, 4° 33′ 50″ O  |                                                                    |
| Tihange             | x      |        | 50° 31′ 55″ N, 5° 15′ 59″ O |                                                                    |
| Verbrandebrug       |        | x      | 50° 56′ 36″ N, 4° 25′ 13″ O |                                                                    |
| Zandvliet           | x      |        | 51° 22′ 15″ N, 4° 14′ 59″ O | Interconnector, Verbindungen nach NL-Borsele en NL-Geertruidenberg |
| Achene              | x      | x      | 50° 15′ 44″ N, 5° 3′ 21″ O  | Interconnector, Verbindung nach FR-Lonny                           |
| Brume               | x      |        | 50° 22′ 37″ N, 5° 50′ 36″ O |                                                                    |
| Champion            | x      |        | 50° 29′ 16″ N, 4° 54′ 17″ O |                                                                    |
| Coo                 |        | x      | 50° 23′ 5″ N, 5° 51′ 45″ O  |                                                                    |
| VanEyck             | x      |        | 51° 7′ 21″ N, 5° 46′ 22″ O  | Interconnector, Verbindung nach NL-Maasbracht                      |
| Courcelles          |        | x      | 50° 29′ 33″ N, 4° 20′ 46″ O |                                                                    |
| Buggenhout          | x      |        | 51° 1′ 21″ N, 4° 13′ 51″ O  |                                                                    |
| Cognelee            | x      |        | 50° 30′ 38″ N, 4° 54′ 56″ O |                                                                    |
| Mekingen            | x      | x      | 50° 45′ 25″ N, 4° 13′ 14″ O |                                                                    |
| St-Amand            | x      |        | 50° 29′ 41″ N, 4° 31′ 35″ O |                                                                    |
| Horta               |        | x      | 51° 6′ 47″ N, 3° 36′ 15″ O  |                                                                    |
| Stevin              | x      |        | 51° 19′ 36″ N, 3° 11′ 3″ O  |                                                                    |
| Awirs               |        | x      | 50° 35′ 8″ N, 5° 24′ 50″ O  |                                                                    |
| Berneau             |        | x      | 50° 45′ 13″ N, 5° 44′ 14″ O |                                                                    |
| Heinsch             |        | x      | 49° 41′ 39″ N, 5° 45′ 21″ O |                                                                    |
| Jamiolle            |        | x      | 50° 12′ 55″ N, 4° 30′ 32″ O |                                                                    |
| Jupille             |        | x      | 50° 38′ 37″ N, 5° 37′ 13″ O |                                                                    |
| LaTour              |        | x      | 49° 32′ 59″ N, 5° 35′ 7″ O  |                                                                    |
| Seraing             |        | x      | 50° 36′ 54″ N, 5° 31′ 18″ O |                                                                    |
| Sint-Mard-SNCB      |        | x      | 49° 33′ 2″ N, 5° 30′ 49″ O  |                                                                    |
| St-Mard             |        | x      | 49° 33′ 2″ N, 5° 30′ 44″ O  |                                                                    |
| Villeroux           |        | x      | 49° 58′ 32″ N, 5° 39′ 51″ O |                                                                    |
| LaTroque            |        | x      | 50° 36′ 12″ N, 5° 29′ 37″ O |                                                                    |
| Marcourt            |        | x      | 50° 12′ 37″ N, 5° 32′ 56″ O |                                                                    |
| Monceau             |        | x      | 50° 23′ 40″ N, 4° 22′ 18″ O | Interconnector, Verbindung nach FR-Chooz-B                         |
| Mont-lez-Houffalize |        | x      | 50° 9′ 0″ N, 5° 47′ 38″ O   |                                                                    |
| Romsee              |        | x      | 50° 36′ 52″ N, 5° 39′ 42″ O |                                                                    |
| Rouvroy             |        | x      | 49° 32′ 54″ N, 5° 30′ 28″ O | (Cellulose Burgo Ardennes)                                         |

## Luxemburg
| Anlage                  | 380 kV | 220 kV | Koordinaten                 | Bemerkungen                                                  |
| ----------------------- | ------ | ------ | --------------------------- | ------------------------------------------------------------ |
| TGV-Twinenergy          |        | x      | 49° 30′ 46″ N, 5° 57′ 59″ O | Gasturbinenkraftwerk                                         |
| Vianden                 |        | x      | 49° 57′ 13″ N, 6° 10′ 38″ O | Interconnector, Verbindungen nach DE-Bauler                  |
| Bertagne                |        | x      | 49° 36′ 18″ N, 6° 2′ 7″ O   |                                                              |
| Flebour                 |        | x      | 49° 54′ 21″ N, 6° 6′ 50″ O  | Interconnector, Verbindung nach DE-Bauler                    |
| Heisdorf                |        | x      | 49° 40′ 6″ N, 6° 8′ 23″ O   | Interconnector, Verbindungen nach DE-Trier und Quint         |
| Roost                   |        | x      | 49° 46′ 34″ N, 6° 5′ 6″ O   | Interconnector, Verbindung nach DE-Bauler                    |
| Schifflange             |        | x      | 49° 31′ 13″ N, 6° 1′ 2″ O   |                                                              |
| Schifflänger-Stoolwierk |        | x      | 49° 30′ 18″ N, 5° 59′ 28″ O |                                                              |
| Belval                  |        | x      | 49° 30′ 37″ N, 5° 56′ 54″ O | Interconnector, Verbindungen nach BE-Aubange und FR-Moulaine |
| Belval-Arbet            |        | x      | 49° 30′ 19″ N, 5° 57′ 19″ O |                                                              |
| Berchem                 |        | x      | 49° 32′ 59″ N, 6° 8′ 19″ O  |                                                              |
| Differdange-Arbed       |        | x      | 49° 31′ 34″ N, 5° 54′ 14″ O |                                                              |
| Esch-sur-Alzette        |        | x      | 49° 30′ 45″ N, 5° 57′ 58″ O |                                                              |
| Oxylux                  |        | x      | 49° 29′ 47″ N, 5° 57′ 9″ O  |                                                              |
| Sanem                   |        | x      | 49° 32′ 16″ N, 5° 56′ 2″ O  |                                                              |